# David Juda

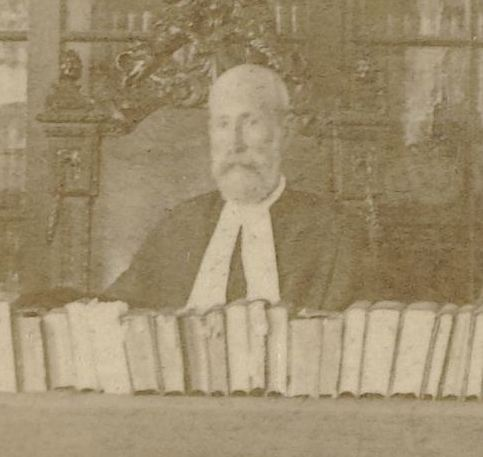
Mr. D. Juda; president van het Hof van Justitie

David Juda (12 december 1829 – Paramaribo, 7 januari 1903) was een Surinaams jurist en politicus.
Hij werd geboren als zoon van Jacob Juda (1799-1894; broodbakker) en Elizabeth David Samson (1803-1850). Hij is in 1856 in de rechten afgestudeerd aan de Universiteit Utrecht. Terug in Suriname was hij werkzaam als praktizijn bij een civiel en militair gerechtshof. Bij de invoering in 1869 van het Hof van Justitie volgde zijn benoeming tot lid van dat hof. Hij volgde in 1883 A.J. van Emden op als president van het Hof van Justitie wat Juda tot zijn dood zou blijven.
De gouverneur benoemde hem in 1878 tot lid en vicevoorzitter van de Koloniale Staten en een maand later werd hij daar de voorzitter. Hij bleef voorzitter tot midden 1896 toen hij ook het Statenlidmaatschap opgaf. 
Juda overleed in 1903 op 73-jarige leeftijd.